# Phyllophaga xanthocoma
Phyllophaga xanthocoma är en skalbaggsart som beskrevs av Bates 1888. Phyllophaga xanthocoma ingår i släktet Phyllophaga och familjen Melolonthidae. Inga underarter finns listade i Catalogue of Life.